# Rosebush
Rosebush é uma vila localizada no estado americano de Michigan, no Condado de Isabella.

## Demografia
Segundo o censo americano de 2000, a sua população era de 379 habitantes.
Em 2006, foi estimada uma população de 339, um decréscimo de 40 (-10.6%).

## Geografia
De acordo com o United States Census Bureau tem uma área de
2,2 km², dos quais 2,2 km² cobertos por terra e 0,0 km² cobertos por água. Rosebush localiza-se a aproximadamente 238 m acima do nível do mar.

## Localidades na vizinhança
O diagrama seguinte representa as localidades num raio de 20 km ao redor de Rosebush.